# Antonio del Amo
Antonio del Amo Algara (Valdelaguna, Madrid, 9 de septiembre de 1911-Madrid, 19 de junio de 1991) fue un director de cine, guionista y ensayista cinematográfico español.

## Trayectoria
Era abuelo materno del director Rodrigo Sorogoyen, pariente lejano del director José Luis Madrid, y tío-abuelo del director mexicano Sebastián del Amo.[cita requerida]
Sus primeros contactos con el séptimo arte fueron —en la década de los treinta— como crítico cinematográfico en las revistas Popular Films y Nuestro Cinema. Durante la guerra civil española destacó, juntos con otros nombres como Valentín González y Ángel Villatoro, como realizador de cine documental para el bando republicano. Participó en la película más representativa de los documentales de este período, la obra de montaje Espagne 1936 o España leal en armas del francés Jean Paul Le Chanois (1937), en la que colaboraron también Buñuel, Rafael Gil, Carlos Serrano de Osma o Arturo Ruiz Castillo, entre otros. Participó también en la elaboración del guion de la película de André Malraux Sierra de Teruel, rodada en Cataluña durante la guerra civil y basada en su novela L'Espoir.
Durante la contienda, le salvó la vida al realizador Rafael Gil cuando iba a ser fusilado por su adhesión al bando nacional. Tras la victoria de Franco, cuando Del Amo fue detenido y condenado a muerte, Rafael Gil intervendrá a su vez para salvarle la vida. Pasó tres años en la cárcel, donde coincidió con el poeta Miguel Hernández y con Venancio Sacristán, padre del futuro actor José Sacristán. Al volver a la libertad, viejos amigos afines al franquismo, como Antonio Román o el propio Rafael Gil, le dieron trabajo camuflándole como ayudante de sus películas.
En la década de los cuarenta desarrolló una labor de ensayista cinematográfico muy relevante. Publicó sus dos primeros libros: en 1945, Historia universal del cine y en 1948 El lenguaje del cinema. Gracias a su erudición y finura analítica, se incorporó como profesor de interpretación en el recién nacido Instituto de Investigaciones y Experiencias Cinematográficas (IIEC), donde se formaron Bardem y Berlanga.
Reapareció como director de cine en 1947 con su primer largometraje, Cuatro mujeres, película producida por Sagitario Films sobre guion de su amigo Manuel Mur Oti. Al año siguiente dirigió El huésped de las tinieblas, con el mismo guionista y misma productora. Otras películas destacadas de su filmografía fueron Día tras día y Sierra maldita, por la que fue galardonado con la Concha de Oro, en el Festival de San Sebastián de 1954. La crítica lo encuadraba en la generación de «los renovadores», junto a José Antonio Nieves Conde, Manuel Mur Oti o Arturo Ruiz Castillo.
Incapaz de abdicar de su ideas comunistas o de hacer un cine al servicio de la dictadura, en las Conversaciones de Salamanca del Cine Español de 1955 reivindicó un cine de alto valor artístico, ideológico y social, que sirviera para remover conciencias y mejorar el mundo. Pero comprendió que el cine que le gustaba no permitía ganarse la vida. Había aborrecido el proyecto de El pescador de coplas (1953), con Antonio Molina, pero lo había aceptado esperando que su previsible éxito facilitaría los rodajes de Sierra maldita y Reyerta que permanecían atascados. Sierra maldita se había logrado rodar, pero Reyerta seguía bloqueado. En ese momento, el guionista de El pescador de coplas, Antonio Guzmán Merino, le habló de un niño cantante de Jaén, Joselito. Con Guzmán, diseñó una película a la medida del niño, que él mismo coprodujo, esperando ganar el suficiente dinero para hacer posible Reyerta. El éxito colosal de las películas protagonizadas por Joselito en la segunda mitad de la década de los cincuenta – El pequeño ruiseñor, Saeta del ruiseñor, El ruiseñor de las cumbres – le proporcionó confortabilidad económica pero le supuso conflictos de conciencia que lo desbordaron. «El dinero me encanalló», reconocería luego. En 1960 escribió La batalla del cine, en el que insinúa que aún no ha perdido del todo la esperanza, pero su carrera se le fue de las manos y se acabó convirtiendo en el tipo de director que él abominaba.
En 1962, para sustituir a Joselito que se estaba haciendo mayor, apostó por la joven Maleni Castro, de 9 años, con la que realizó dos películas: ¿Chico o chica? (1962) y Las gemelas (1963). En esa última aparecía el entonces incipiente cantante Raphael del que fue la primera actuación ante la gran pantalla. Las películas no funcionaron del todo, dado que Maleni Castro quedó eclipsada por una tal Marisol que en 1962 arrasó con Tómbola.
En 1971 mandó construir en Alpedrete, en contra de las advertencias de gente tan cercana como su director de fotografía Juan Mariné, unos estudios de cine, Los Apolo, que apenas se utilizaron. Del Amo se arruinó, los estudios salieron a pública subasta y un sobrino suyo, el director de cine José Luis Madrid, al que maldice, se quedó con ellos.
Sus últimos 25 años los empleó en escribir libros que autoeditaba como Estética del montaje en 1972, y El vídeo-estilo en 1984, hacer películas que aborrecía y tratar de levantar proyectos que no llegaron a buen puerto.
Hacia el final de su vida, convivió con su hija María Jesús y su nieto Rodrigo, de 9 años, un chico que se daría a conocer en el siglo XXI como el aclamado cineasta Rodrigo Sorogoyen.
Falleció a consecuencia de un accidente de tráfico en 1991.
En el año 2018 su película Noventa minutos (1949) fue terminada de restaurar y reestrenada, obteniendo una gran acogida por su original ambientación en Londres durante unos bombardeos acaecidos durante la II Guerra Mundial.

## Filmografía
- Mando único (1937) (cortometraje) documental.
- Industrias de guerra (1937) (cortometraje) documental.
- Soldados campesinos (1938) (cortometraje) documental. Co-drigido con Rafael Gil.
- El paso del Ebro (1938) (cortometraje) documental.
- Alerta (1938) (cortometraje) documental.
- Hallazgo en Italica (1942)
- Cuatro mujeres (1947), ópera prima.
- El huésped de las tinieblas (1948)
- Alas de juventud (1949)
- Noventa minutos (1949)
- Día tras día (1951)
- Historia en dos aldeas (1951)
- El cerco del diablo (1952), codirigido con Enrique Gómez, Edgar Neville, José Antonio Nieves Conde y Arturo Ruiz Castillo.
- Puebla de las mujeres (1953)
- El pescador de coplas (1954)
- Sierra maldita (1955)
- El pequeño ruiseñor (1956)
- El sol sale todos los días (1956)
- Retorno a la verdad (1956)
- Saeta del ruiseñor (1957)
- El ruiseñor de las cumbres (1958)
- Escucha mi canción (1959)
- El pequeño coronel (1960)
- Melocotón en almíbar (1960)
- Nada menos que un arkángel (1960), codirigida con Jaime D'Ors y Esteban Madruga.
- Los dos golfillos (1961)
- Bello recuerdo (1961)
- ¿Chico o chica? (1962)
- El secreto de Tomy (1963)
- Las gemelas (1963)
- 001: operazione Giamaica (001, operación Caribe) (1965) coguionista con Kurt Vogelmann.
- Solo contro tutti (El hijo de Jesse James) (1965)
- Cerco de forajidos (1965)
- Tres gorriones y pico (1965)
- Un perro en órbita (1966)
- Tengo que abandonarte (1969)
- Madres solteras (1975)

## Premios y distinciones
Festival Internacional de Cine de San Sebastián
| Año  | Categoría      | Película       | Resultado |
| ---- | -------------- | -------------- | --------- |
| 1954 | Mejor película | Sierra maldita | Ganador   |

Medallas del Círculo de Escritores Cinematográficos
| Año  | Categoría   | Película             | Resultado |
| ---- | ----------- | -------------------- | --------- |
| 1971 | Mejor libro | Estética del montaje | Ganador   |